# 77e méridien ouest
En géographie, le 77e méridien ouest est le méridien joignant les points de la surface de la Terre dont la longitude est égale à 77° ouest.

## Géographie

### Dimensions
Comme tous les autres méridiens, la longueur du 77e méridien correspond à une demi-circonférence terrestre, soit 20 003,932 km. Au niveau de l'équateur, il est distant du méridien de Greenwich de 8 572 km,.
Avec le 103e méridien est, il forme un grand cercle passant par les pôles géographiques terrestres.

### Régions traversées
En commençant par le pôle Nord et descendant vers le sud au pôle Sud, Le 77e méridien ouest passe par:
| Coordonnées          | Pays, territoire ou mer | Notes |
| -------------------- | ----------------------- | --- |
| 90° 00′ N, 77° 00′ O | Océan Arctique          | |
| 83° 01′ N, 77° 00′ O | Canada                  | Nunavut — Île Ellesmere |
| 77° 54′ N, 77° 00′ O | Baie de Baffin          | |
| 73° 21′ N, 77° 00′ O | Canada                  | Nunavut — Île Bylot and Île de Baffin |
| 69° 36′ N, 77° 00′ O | Bassin de Foxe          | |
| 69° 25′ N, 77° 00′ O | Canada                  | Nunavut — Île Bray (en) |
| 69° 09′ N, 77° 00′ O | Bassin de Foxe          | |
| 68° 02′ N, 77° 00′ O | Canada                  | Nunavut — Île Prince-Charles |
| 67° 15′ N, 77° 00′ O | Bassin de Foxe          | |
| 65° 24′ N, 77° 00′ O | Canada                  | Nunavut — Péninsule de Foxe, Île de Baffin |
| 64° 15′ N, 77° 00′ O | Détroit d'Hudson        | |
| 63° 40′ N, 77° 00′ O | Canada                  | Nunavut — Île Salisbury |
| 63° 25′ N, 77° 00′ O | Détroit d'Hudson        | |
| 62° 32′ N, 77° 00′ O | Canada                  | Québec |
| 57° 49′ N, 77° 00′ O | Baie d'Hudson           | |
| 55° 48′ N, 77° 00′ O | Canada                  | Québec Ontario — à partir de 45° 48′ N, 77° 00′ O |
| 43° 53′ N, 77° 00′ O | Lac Ontario             | |
| 43° 16′ N, 77° 00′ O | États-Unis              | New York Pennsylvanie — à partir de 42° 00′ N, 77° 00′ O Maryland — à partir de 39° 42′ N, 77° 00′ O District of Columbia — à partir de 38° 58′ N, 77° 00′ O Maryland — à partir de 38° 49′ N, 77° 00′ O Virginie — à partir de 38° 20′ N, 77° 00′ O Caroline du Nord — à partir de 36° 32′ N, 77° 00′ O |
| 34° 40′ N, 77° 00′ O | Océan Atlantique        | |
| 26° 35′ N, 77° 00′ O | Bahamas                 | Man-O-War Cay et la Grande île d'Abaco |
| 26° 19′ N, 77° 00′ O | Océan Atlantique        | Passe juste à l'ouest de l'île de Eleuthera, Bahamas (à 25° 24′ N, 76° 47′ O) Passe juste à l'est de l'île de New Providence, Bahamas (à 25° 02′ N, 77° 15′ O) |
| 21° 31′ N, 77° 00′ O | Cuba                    | |
| 19° 53′ N, 77° 00′ O | Mer des Caraïbes        | |
| 18° 24′ N, 77° 00′ O | Jamaïque                | |
| 17° 51′ N, 77° 00′ O | Mer des Caraïbes        | |
| 8° 15′ N, 77° 00′ O  | Colombie                | |
| 0° 18′ N, 77° 00′ O  | Équateur                | |
| 2° 43′ S, 77° 00′ O  | Pérou                   | Passe juste à l'est de Lima (à 12° 02′ S, 77° 02′ O) |
| 12° 14′ S, 77° 00′ O | Océan Pacifique         | |
| 60° 00′ S, 77° 00′ O | Océan Austral           | |
| 72° 41′ S, 77° 00′ O | Antarctique             | Liste des territoires revendiqués par le Chili (Province de l'Antarctique chilien) et par le Royaume-Uni (Territoire antarctique britannique) |